# Live in Hamburg
Ne doit pas être confondu avec Live at the Star Club, Hamburg ou Live! at the Star-Club in Hamburg, Germany; 1962.
Live in Hamburg est un album live du groupe de jazz suédois Esbjörn Svensson Trio.

## Description
Live in Hamburg est enregistré lors d’un concert à Hambourg  le 22 novembre 2006 et marque le deuxième album live du groupe E.S.T. Réalisé peu après la sortie de Tuesday Wonderland, ce double disque contient donc une majorité de titres provenant de cet album. Ce Live in Hamburg capture l’interaction de ces trois musiciens qui réinventent leurs compositions au travers de longues improvisations et donne à l’auditeur une bonne description de ce que représente E.S.T en concert,.

## Musiciens
- Esbjörn Svensson - Piano
- Magnus Öström - Batterie
- Dan Berglund - Basse

## Pistes
Toutes les compositions sont du Esbjörn Svensson Trio
CD1
1. Tuesday Wonderland (13:12)
2. The Rube Thing (14:23)
3. Where We Used To Live (8:33)
4. Eighthundred Streets By Feet (9:35)
5. Definition Of A Dog (18:37)

CD2
1. The Goldhearted Miner (7:03)
2. Dolores In A Shoestand (17:39)
3. Sipping On The Solid Ground (7:59)
4. Goldwrap (6:15)
5. Behind The Yashmak (15:32)